# Zaruanducte
Zaruanducte (em grego: Ζαρουανδουκτ(η); romaniz.: Zarouandouct(e); Zruanduxt) foi uma princesa persa do Império Sassânida, que viveu no século IV. Ela tornou-se rainha consorte do rei Cosroes IV.

## Nome
O antropônimo Zaruanducte é formado pela junção de Zaruã (um deus do zoroastrismo) + ducte (duχt), que é o termo em persa médio para "filha". Logo, significa "filha de Zaruã". O nome foi registrado como Zruanduxt em armênio e também como Zaruandates (Zurvān-dād; "o deus Zaruã") na inscrição trilíngue Feitos do Divino Sapor.

## Família
Zaruanducte foi a filha do xá Sapor II (r. 309–379) e irmã do xá Sapor III.

## Partição
Em 387 as invasões sassânidas da Armênia levaram o imperador romano Teodósio e o rei sassânida Sapor III a negociar um tratado conhecido como a Paz de Acilisena. Isso levou a que todo o estado cliente romano, que era o reino arménio, fosse dividido em dois impérios: a Arménia Ocidental, sob o domínio romano e a Arménia Oriental, sob o controlo dos sassânidas.
Os arménios que viviam na Arménia Ocidental mudaram-se para a Arménia Oriental, o que incluía muitos dos nacarares. Os arménios que viviam sob controlo sassânida, solicitaram a Sapor III um rei arsácida. Encantado com o pedido, designou o príncipe arsácida Cosroes IV como rei. Após a nomeação de Cosroes IV, Sapor III colocou uma coroa sobre a cabeça dos jovens.

## Casamento
Como um sinal para estender as suas cortesias para a Arménia sassânida, Sapor III deu Zaruanducte para Cosroes IV, para se casar e fazer dela sua esposa. Através do casamento Zaruanducte tornou-se rainha consorte, uma relação com o governante da dinastia arsácida da Arménia, tornando-se numa potente e influente mulher na sociedade arménia. Sapor III deu a seu primo com Cosroes IV um grande exército para proteger a Arménia e deu Cosroes IV um tutor chamado Zecas.
Zaruanducte tinha casado com um rei cliente que era cristão, como ela era uma seguidora do zoroastrismo, uma fé que era a religião oficial do Império sassânida. É desconhecido se ela se tornou uma cristã. Pouco é conhecido sobre o seu relacionamento com Cosroes IV. De acordo com a moderna genealogias, Zaruanducte e Cosroes IV foram pais de dois filhos: Tigranes e Ársaces.

## Substitutos
A boa vontade que existia entre Cosroes IV e Sapor III não durou muito, dado que em 388 Sapor III morreu. Sapor III foi sucedido por seu filho Vararanes IV, que era sobrinho de Zaruanducte. Em algum momento em 389 Vararanes IV destronou Cosroes IV e colocou-o em confinamento em Ctesifonte. Vararanes IV considerava que Cosroes IV tinha mostrado demasiada assertividade de sua autoridade real.
Vararanes IV, em 389, substituiu Cosroes IV com o seu irmão, Vararanes Sapor.